# Sofia Ayerdi
Sofia Ayerdi Morales (Texas) es una escritora y cineasta conocida por su cortometraje Na Savi y por ser presentadora en la 94.ª edición de los Premios Óscar.

## Biografía
Ayerdi nació en Texas y residió la mayor parte de su vida en Técpan de Galeana, México. Su interés por el cine se despertó a los 12 años cuando tuvo acceso a una cámara y comenzó a capturar imágenes de su familia. Completó sus estudios de secundaria en Guerrero antes de emprender un viaje hacia Cuernavaca, Morelos, para cursar la preparatoria. Fue durante estos años formativos que descubrió su interés por el cine y decidió dedicarse a perseguir su sueño de convertirse en directora de películas. Después de completar su educación media superior, Sofía decidió formalizar su estudio de cine fuera de México debido a las dificultades para acceder a escuelas de cine en su país natal. Optó por estudiar producción fílmica en la California State University Northridge (CSUN).

### Trayectoria profesional
Parte de su trayectoria incluye ser exalumna del Programa Gold Rising de la Academia de Artes y Ciencias Cinematográficas, donde su destacado desempeño la hizo merecedora de la beca Greenlightjobs y la distinción como presentadora de trofeos en los Premios Oscar de 2022.
Su participación en la ceremonia de los premios Oscar fue un hito importante en su carrera. Sofía tuvo el honor de entregar varios premios, incluido el galardón a la Mejor Directora, otorgado a Jane Campion por la película El Poder del Perro. Además, entregó el premio al Mejor Guion Adaptado a Sian Heder por Coda, película que se llevó el premio a la Mejor Película. Otros premios que entregó incluyeron Mejor Documental Corto a Ben Proudfoot por The Queen of Basketball, Mejor Maquillaje y Peinado a Linda Dowds, Justin Raleigh y Stephanie Ingram por Los Ojos de Tammy Faye, Mejores Efectos Visuales a la película Duna, y el galardón a la Mejor Película Internacional para Drive My Car.
Además, Sofía es integrante del Blackmagic Collective de Blackmagic Design, una comunidad que fomenta la colaboración y el desarrollo dentro de la industria cinematográfica y participa en la Iniciativa First Frame para directores emergentes.

## Filmografía
| Año  | Película       | Notas     |
| ---- | -------------- | --------- |
| 2021 | Halfway        | Dirección |
| 2022 | Taliban Flower | Dirección |
| 2023 | Na Savi        | Dirección |
| 2024 | Aguamadre      | Dirección |
| 2024 | Flutter        | Dirección |